# Нижегородский дворянский институт

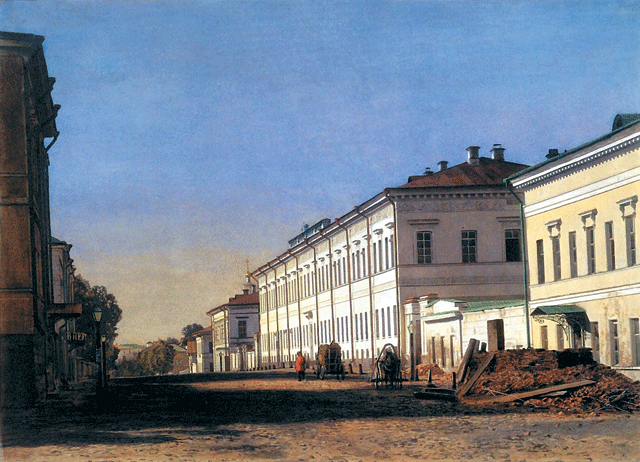
Нижегородский дворянский институт
Акварель А. О. Карелина. 1870.

Нижегородский дворянский институт императора Александра II — среднее учебное заведение для детей потомственных и личных дворян, основанное в Нижнем Новгороде.

## История
Нижегородское дворянство на основании Устава 1828 года, разрешившего создавать при гимназиях благородные пансионы для детей дворян, 7 февраля 1834 года постановило учредить при Нижегородской гимназии пансион на 30 воспитанников, а потребную для его организации сумму собрать со всех помещиков нижегородской губернии. Открытие пансиона при содействии почётного попечителя нижегородской гимназии Н. В. Шереметева состоялось 1 октября 1837 года. Для пансиона было куплено дворянством двухэтажное здание на Варварской улице.

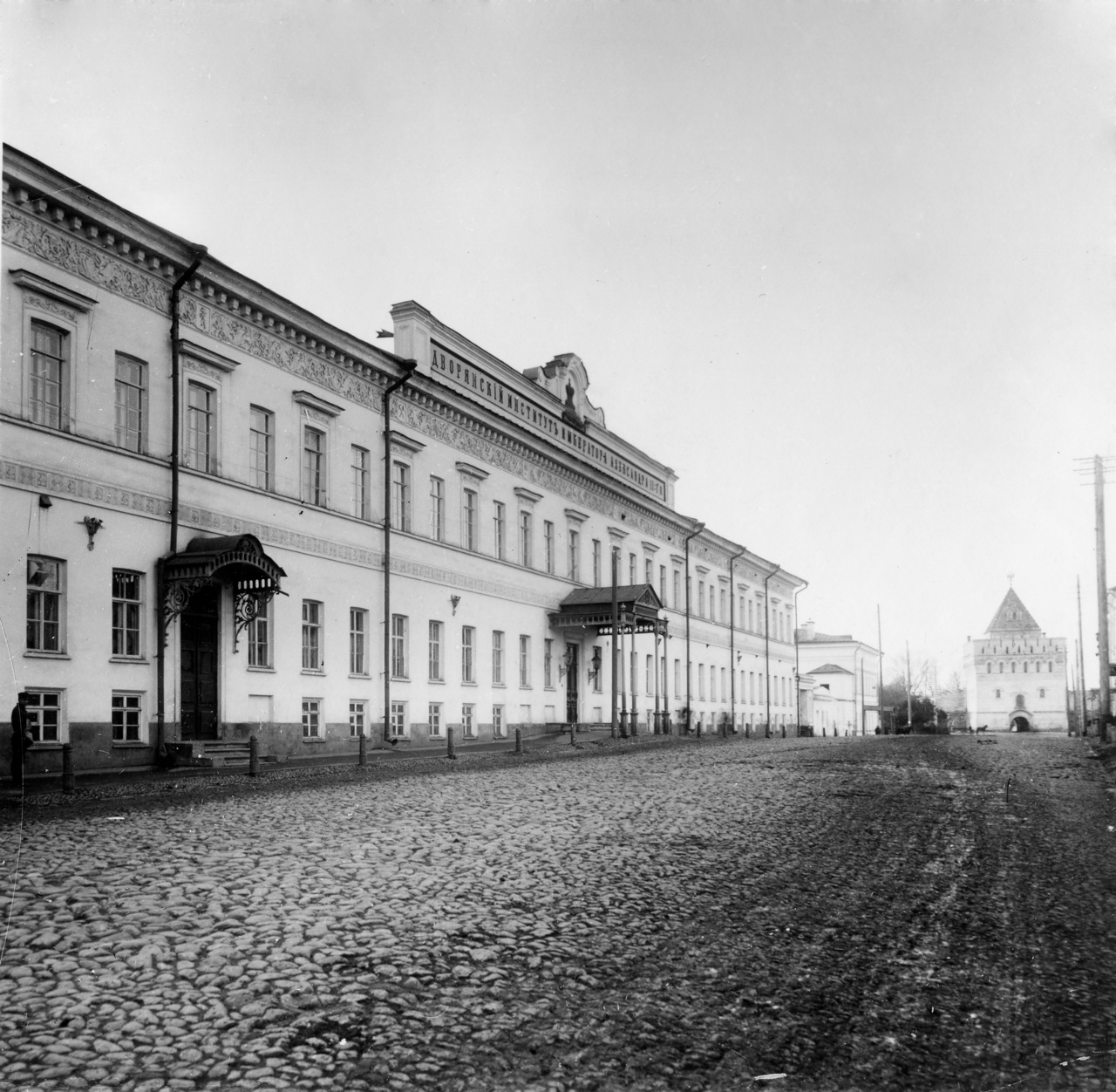
Дворянский институт. Начало XX века.

В 1839 году дворянство подало просьбу об учреждении в Благородном пансионе отдельных от гимназии классов, с переименованием Пансиона в Дворянский институт, который именовать «в честь Августейшего имени Государя Наследника Цесаревича, Александровским»; 31 октября 1843 года в Государственный Совет был внесён проект «Устава Дворянского института». После высочайшего утверждения устава (1 марта 1844 года) состоялось торжественное открытие института (30 августа 1844 года). До этого помощник губернского архитектора Алексей Алексеевич Пахомов в 1843 году представил проект институтского комплекса, состоящего из трёхэтажного главного корпуса и двухэтажного дворового флигеля для квартир учителей, который был утверждён 13 апреля 1844 года. В главном корпусе в 1845 году была освящена институтская церковь, которая расписывалась Егоровым и Чмутовым.
Первым директором стал М. Ф. Грацинский.
С 1844 по 1862 годы в институт принимались только дети дворян и чиновников; начиная с 1862 года приходящими учениками и своекоштными пансионерами стали приниматься дети всех сословий и всех христианских исповеданий.
С самого начала институт приближался по типу к классическим гимназиям с пансионом. При открытии института в нём преподавались: 1) Закон Божий; 2) русская грамматика и словесность; 3) логика; 4) языки — латинский, немецкий и французский; 5) математика; 6) физика; 7) естественная история; 8) сельское хозяйство; 9) российское законоведение и судопроизводство; 10) география и статистика; 11) история; 12) чистописание, черчение и рисование; кроме этого — танцы, музыка, гимнастика.
В первом учебном году было 76 воспитанников, из них 42 перешли из пансиона, а остальные — вновь поступили; казённых было — 7, своекоштных — 47, остальные учились за счёт дворянства.
26 июня 1849 года, на место уволенного по болезни М. Ф. Грацинского был назначен инспектор Санкт-Петербургской Ларинской гимназии И. С. Сперанский.
В 1860 году появился проект превращения института снова в пансион. Это происходило на фоне уменьшения числа учащихся: если ранее количество учеников было от 68 до 96, то к 1861 году упало до 53; также преподаватели переходили в гимназии, где жалованье было выше. Однако открытие доступа в институт лицам всех сословий резко увеличило количество учеников: уже в 1863 году — 115, а в 1866—1868 годах — почти до 200.
В 1862—1864 году вместо ушедшего на пенсию Сперанского институтом руководил А. В. Тимофеев; 27 февраля 1864 года директором стал (до 1877) П. Н. Розинг. При нём, с 1866 года, институт начал функционировать по новому уставу — в соответствии с уставом классических гимназий.
До 1874 года институт находился в ведомстве попечителя Казанского учебного округа, затем переведён в ведомство Московского учебного округа.
В 1877 году временным директором был назначен инспектор института А. Г. Шапошников, с назначением которого (1 августа 1879) директором Тверского реального училища руководить нижегородским дворянским институтом стал Гавриил Гавриилович Шапошников.
В 1894 году в институте училось 252 человека. В это время окружным начальством было разрешено в виде опыта увеличение числа уроков по древним языкам и математике.
С 1 января 1904 года директором был назначен Николай Николаевич Костырко-Стоцкий.
При Институте были 33 дворянских стипендии.

## Учащиеся
См. также: Выпускники Нижегородского дворянского института
Окончившие с золотой медалью
- Дивеев, Фёдор Александрович (1845)
- Чугунов,Михаил Иванович (1846)
- Цветков, Евгений Платонович (1851) — будучи студентом медицинского факультета казанского университета умер в 1853 году
- Серебровский, Митрофан Алексеевич (1856)
- Тархов, Александр Александрович (1860) — был врачом в Казани
- Тархов, Фёдор Александрович (1861) — был земским начальником в Арзамасском уезде
- Крындовский, Евгений Хрисанфович (1862)
- Броницкий, Иван Александрович (1863) — окончил кандидатом права юридический факультет Санкт-Петербургского университета; с 1875 года был членом Тифлисского окружного суда
- Орловский, Александр Николаевич (1864)
- Черкасский, Владимир Васильевич (1865)
- Михайлов, Константин Яковлевич (1866)
- Баулин, Александр Васильевич (1867)
- Васильев, Александр Васильевич (1868)
- Софийский, Андрей Иванович (1868)
- Шебуев, Георгий Николаевич (1868)
- Моржов, Николай Петрович (1869) — кандидат филологии Казанского университета; преподавал древние языки в Симбирской и Царицынской гимназиях; в 1893 году вышел в отставку (по болезни) и уехал в Вятку
- Рожанский, Тимофей Михайлович (1870) — окончил медицинский факультет Киевского университета (1876); был ординатором нижегородской губернской земской больницы
- Рожанский, Василий Михайлович (1871) — окончил физико-математический факультет Казанского университета; преподавание в казанской учительской семинарии
- Ромашев, Константин Ефимович (1880) — окончил в Санкт-Петербургском университете физико-математический и юридический факультеты; был мировым судьёй в Нижнем Новгороде
- Гондатти, Николай Львович (1881)
- Моржов, Александр Петрович (1882)
- Кикин, Виктор Васильевич (1884) — окончив физико-математический факультет университета был земским начальником в Ардатовском уезде
- Смоляр, Иван Иванович (1884) — окончил историко-филологический факультет Санкт-Петербургского университета
- Ищереков, Петр Петрович (1885) — окончил физико-математический факультет Санкт-Петербургского университета; служил на Сормовском заводе
- Аллендорф, Александр Александрович (1889)
- Кузнецов, Филитер Павлович (1889) — окончил историко-филологический факультет Московского университета с дипломом 1-й степени
- Крылов, Владимир Фёдорович (1889)
- Цветков, Сергей Павлович (1891)
- Аллендорф, Эрвин Александрович (1892)
- Пильник, Михаил Ефремович (1907)

Знаменитые воспитанники
- Баженов, Александр Васильевич (1853—1860; окончил курс с серебряной медалью)
- Балакирев, Милий Алексеевич (1849—1853; окончил курс)
- Бестужев-Рюмин, Василий Николаевич (1845—1849; до 5-го класса)
- Бестужев-Рюмин, Константин Николаевич (1844—1845; перешёл в нижегородскую гимназию)
- Ван Путерен, Михаил Дмитриевич (1862—1870; окончил курс)
- Войцеховский, Сергей Львович (1915—1917)
- Граве, Григорий Леонидович (1882—1891; перешёл в рисовальную школу)
- Гримм, Оскар Андреевич (1855—1863; перешёл в саратовскую гимназию)
- Гутовской, Николай Владимирович (1885—1895; окончил курс)
- Демидов, Платон Александрович (1852—1859; окончил курс)
- Духовской, Михаил Васильевич (1863—1865; окончил курс)
- Железнов, Владимир Яковлевич (1884—1887; окончил курс с серебряной медалью)
- Кикин, Андрей Викторович[5]
- Корвин-Круковский, Алексей Владимирович (1881—1889)
- Кузьмин, Василий Иванович (1868—1869)
- Анатолий Мариенгоф (?—1913)
- Марковников, Владимир Васильевич (1849—1856; окончил курс)
- Михайлов, Владимир Петрович (1868—1876; окончил курс с серебряной медалью)[6]
- Мурашкинцев, Александр Андреевич (1871—1875)
- Рукавишников, Иван Сергеевич (1886—1893; выбыл по болезни из 3-го класса)
- Садовский, Александр Яковлевич (1866—1870)
- Сведенцов, Иван Иванович (1852—1859; окончил курс с серебряной медалью)
- Стеклов, Владимир Андреевич (1874—1882; окончил курс с серебряной медалью)
- Успенский, Пётр Гаврилович (1857—1864; окончил курс с серебряной медалью)
- Яшнов, Леонид Иванович (1869—1877; окончил курс)